# Septoria acetosae
Septoria acetosae är en svampart som beskrevs av Oudem. 1894. Septoria acetosae ingår i släktet Septoria och familjen Mycosphaerellaceae.   Inga underarter finns listade i Catalogue of Life.